# Franz von Thun und Hohenstein
Franz Anton ks. von Thun und Hohenstein (ur. 2 września 1847 w Děčínie, zm. 1 listopada 1916 tamże) – ordynat na Tetschen, austro-węgierski polityk i dyplomata, dwukrotny namiestnik Czech, premier Austrii.
Urodzony w rodzinie arystokratycznej Thun und Hohenstein, był synem Friedricha. Studiował prawo w Wiedniu. Od 1881 członek austriackiej Izby Panów. Namiestnik Czech w latach 1889-1896 i ponownie 1911-1915. Prowadził politykę umiarkowaną, sprzyjającą czeskim ambicjom narodowym. Premier Austrii i Minister Spraw Wewnętrznych 1898-1899.
19. lipca 1911 r. otrzymał z rąk cesarza Franciszka Józefa dziedziczny tytuł książęcy.